# Ludwig Molitor (Pfarrer)
Ludwig Molitor (* um 1620 in Scuol; † 1683 in Latsch GR) war ein Schweizer reformierter Pfarrer.

## Leben
Ludwig Molitor wurde um 1620 in Scuol im Kanton Graubünden geboren. 1643 begann er an der Universität Basel ein zweijähriges Studium; am 25. April 1645 erhielt er den Grad eines Magister artium. In Zuoz wurde er am 29. Mai des folgenden Jahres in die evangelisch-rätische Synode aufgenommen. Da ihm dadurch erlaubt war, im Freistaat der  Drei Bünde als Pfarrer tätig zu sein, übernahm er noch im gleichen Jahr die Pfarrstelle in Zillis. 1659 wechselte er nach Filisur, wo er vierzehn Jahre lang Pfarrer war. 1679 übernahm er die Gemeinden Latsch sowie Stuls, in denen er bis zu seinem Tode im Jahr 1683 blieb.

## Werk
- Un cudeschet da soinchias Historias pridas or d’ilg Veder Testament (Basel 1656)